# Колобријер
Колобријер (фр. Collobrières) насеље је и општина у Француској у региону Прованса-Алпи-Азурна обала, у департману Вар која припада префектури Тулон.
По подацима из 2011. године у општини је живело 1834 становника, а густина насељености је износила 16,28 становника/km². Општина се простире на површини од 112,68 km². Налази се на средњој надморској висини од 131 метар (максималној 776 m, а минималној 58 m).

## Демографија
| 1962. | 1968. | 1975. | 1982. | 1990. | 1999. | 2011. |
| ----- | ----- | ----- | ----- | ----- | ----- | ----- |
| 1.169 | 1.176 | 1.135 | 1.337 | 1.435 | 1.596 | 1.834 |

График промене броја становника у току последњих година